# Pablo Vranjicán
Pablo Andrés Vranjicán Storani (Acebal, 11 dicembre 1985) è un calciatore argentino con cittadinanza croata, attaccante del Central Córdoba (R).

## Carriera
Ha giocato nella massima serie dei campionati argentino, cileno, paraguaiano, cipriota, malese e colombiano.